# Apostel!
Apostel! (The Apostle) ist ein US-amerikanisches Filmdrama aus dem Jahr 1997. Regie führte Robert Duvall, der auch das Drehbuch schrieb, den Film produzierte und die Hauptrolle übernahm.

## Handlung
Euliss F. „Sonny“ Dewey (Duvall) ist ein charismatischer Pfingstprediger. Seine Frau Jessie (Fawcett) hat eine ehebrecherische Beziehung mit einem Jugendpfarrer namens Horace begonnen. Sie lehnt Sonnys Wunsch nach Versöhnung ab, obwohl sie ihm versichert, dass sie sich nicht in sein Recht einmischen wird, seine Kinder zu sehen. Außerdem hat sie sich verschworen, die Statuten ihrer Kirche zu benutzen, um ihn aus dem Amt entfernen zu lassen. Sonny fragt Gott, was er tun soll, erhält aber keine Antwort. Ein Großteil der Gemeinde stellt sich in diesem Streit auf die Seite von Jessie. Sonny weigert sich jedoch, eine neue Kirche zu gründen, da er darauf besteht, dass diejenige, die ihn vertrieben hat, „seine“ Kirche war. Beim Little-League-Spiel seines Kindes greift Sonny in einem emotionalen und betrunkenen Anfall Horace mit einem Schläger an und versetzt ihn in ein Koma; Horace stirbt später.
Ein fliehender Sonny versenkt sein Auto in einem Fluss und entledigt sich aller identifizierenden Informationen. Nachdem er alle Beweise für seine Vergangenheit vernichtet hat, tauft sich Sonny neu und lässt sich zum „Apostel E. F.“ salben. Er verlässt Texas und landet in den Bayous von Louisiana, wo er einen pensionierten Pfarrer namens Blackwell (Beasley) überredet, ihm zu helfen, eine neue Kirche zu gründen. Er arbeitet in verschiedenen Gelegenheitsjobs und nutzt das Geld, um die Kirche zu bauen und sich Zeit zu kaufen, um bei einem lokalen Radiosender zu predigen. Sonny beginnt auch mit der Empfangsdame des Senders (Richardson) auszugehen.
Mit Sonnys Energie und Charisma hat die Kirche bald eine treue und rassisch integrierte Herde. Sonny gelingt es sogar, einen rassistischen Bauarbeiter (Thornton) zu bekehren, der bei einem Kirchenpicknick auftaucht und auf Zerstörung aus ist. Bei der Arbeit in einem örtlichen Diner sieht Sonny seine neue Freundin in der Öffentlichkeit mit ihrem Mann und ihren Kindern, die sich offenbar versöhnt haben. Sonny geht hinaus und schwört sich, nie wieder dorthin zurückzukehren.
Jessie hört eine Radiosendung des Apostels E. F. und setzt die Polizei auf Sonny an. Die Polizei taucht mitten in einem Abendgottesdienst auf, erlaubt Sonny aber, ihn zu beenden, während sie draußen warten. Im ergreifenden Finale hält Sonny eine leidenschaftliche Predigt, bevor er seinen Schäfchen mitteilt, dass er gehen muss. In der Schlussszene predigt Sonny, der jetzt Teil einer Kettenbande ist, zu den Insassen, während sie am Rande eines Highways arbeiten.

## Kritiken
Das Lexikon des internationalen Films schrieb, der Film sei eine „außergewöhnliche Charakterstudie, die sich der Hauptdarsteller und Regisseur Robert Duvall auf den Leib geschrieben hat und deren [‚]dokumentarische‘ Qualitäten mehr eine charismatische Religiosität beleuchten als kritisch untersuchen“. Seine Atmosphäre sei „beschreibend“ und „primär nicht kommentierend“; sie vermittle „aufschlußreiche Einblicke in eine Welt amerikanischer Frömmigkeit, in der Elemente wie Unterhaltung und Bewegung zentrale Bedeutung gewinnen“.
Die Zeitschrift Cinema schrieb, Robert Duvall überzeuge als „charismatischer Prediger“. Er war „nie besser als in diesem Drama“. Als Regisseur mache Duvall „die Atmosphäre in der drückend heißen, frisch renovierten kleinen Kirche durch lange Einstellungen erfahrbar“ und vermeide „dramatische Schnitte“. Die Handlung sei jedoch vorhersehbar.

## Auszeichnungen
Robert Duvall als Regisseur und Darsteller sowie Rob Carliner gewannen im Jahr 1998 den Independent Spirit Award. Robert Duvall als Drehbuchautor, Farrah Fawcett und Miranda Richardson wurden für den gleichen Preis nominiert.
- Chicago Film Critics Association Award als Bester Hauptdarsteller: Robert Duvall
- Florida Film Critics Circle Award als Bester Hauptdarsteller: Robert Duvall
- Independent Spirit Award als Bester Regisseur: Robert Duvall
- Independent Spirit Award als Bester Hauptdarsteller: Robert Duvall
- Las Vegas Film Critics Society Award als Bester Hauptdarsteller: Robert Duvall
- Los Angeles Film Critics Association Award als Bester Hauptdarsteller: Robert Duvall
- National Society of Film Critics Award als Bester Hauptdarsteller: Robert Duvall
- Satellite Award als Bester Hauptdarsteller: Robert Duvall
- Society of Texas Film Critics Award als Bester Hauptdarsteller: Robert Duvall
- Nominiert – Oscar als Bester Hauptdarsteller: Robert Duvall
- Nominiert – Independent Spirit Award als Bester Drehbuchautor: Robert Duvall
- Nominiert – New York Film Critics Circle Award als Bester Hauptdarsteller: Robert Duvall
- Nominiert – Screen Actors Guild Award als Bester Hauptdarsteller: Robert Duvall
- Nominiert – Toronto Film Critics Association Award als Bester Hauptdarsteller: Robert Duvall

## Hintergründe
Der Film wurde in Dallas und anderen Orten in Texas sowie in Lafayette (Louisiana) gedreht. Seine Produktionskosten betrugen schätzungsweise 5 Millionen US-Dollar. Der Film hatte seine Weltpremiere am 6. September 1997 auf dem Toronto International Film Festival, danach wurde er auf einigen anderen Filmfestivals vorgeführt. Er spielte in den Kinos der USA ca. 20,7 Millionen US-Dollar ein.